# Gautier II Tirel
Pour les articles homonymes, voir Gautier Tirel et Gauthier II.
Pour l’article ayant un titre homophone, voir Gautier II.
Gautier Tirel ou Tyrell (en anglais : Walter Tirel) († entre 1100 et 1130 inclus), seigneur de Poix (Picardie), fut un aristocrate et courtisan franco et anglo-normand. Il est entré dans l'histoire pour avoir été soupçonné d'être le meurtrier accidentel du roi d'Angleterre Guillaume le Roux.

## Biographie

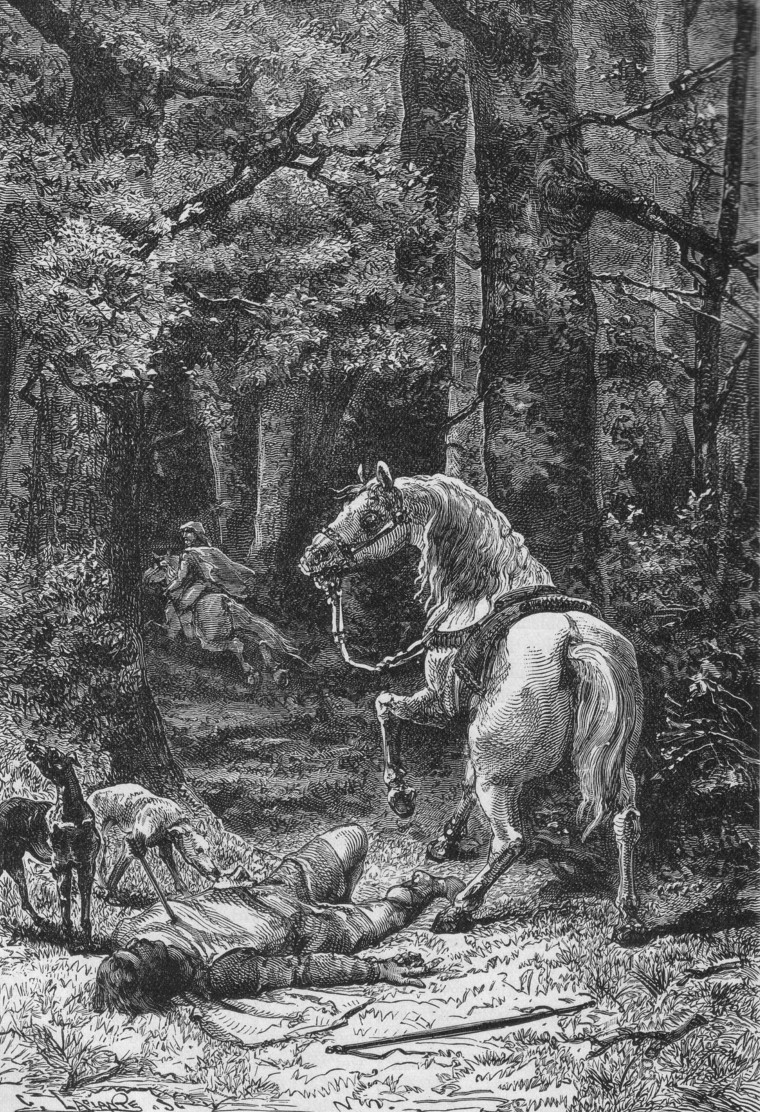
Mort de Guillaume le Roux. Lithographie, 1895.

Il est le fils de Gautier Ier Tirel, seigneur de Poix et lord de Langham. Il est seigneur de Poix, et châtelain de Pontoise, dans le très stratégique Vexin français, qui fait tampon entre le domaine du duc de Normandie et celui du roi de France. Il est un vassal du comte de Pontoise et d'Amiens. Il épousa Adelise, fille de Richard de Bienfaite, de la très puissante famille de Clare,.
Gautier est un ami et un familier de Guillaume le Roux,. Le jeudi 2 août 1100, il participe à une partie de chasse au cerf dans la New Forest (comté d’Hampshire en Angleterre) avec le roi et d'autres compagnons quand, en fin d'après-midi, Guillaume le Roux fut tué par une flèche perdue, qui est dite avoir été tirée par Tirel.
Il s'enfuit certainement de la scène immédiatement, craignant d'être mis en pièces, la rumeur qu'il est le meurtrier enflant. Certains historiens ont vu ici l'indice de l'existence d'un complot qui aurait été fomenté par les Clare et Henri, le frère du roi. Margaret Murray, anthropologue britannique, a même envisagé la sorcellerie et un sacrifice rituel comme cause de la mort de Guillaume le Roux.
Il est vrai qu'Henri est présent à cette partie de chasse. Il profite de l'occasion pour s'emparer du trône, et se faire couronner précipitamment deux jours plus tard à l'abbaye de Westminster. Les circonstances lui sont favorables, mais probablement fortuites. Il a été prétendu qu'Henri était désespéré, et que c'était sa dernière occasion de s'emparer du trône, son frère aîné Robert Courteheuse étant parti à la première croisade depuis 1096, et les deux frères aînés s'étant désignés héritiers l'un de l'autre en 1091, lors du traité de Caen. En réalité, les termes de ce traité ont alors depuis longtemps été bafoués, et le traité répudié par Courteheuse à la Noël 1093. En fait, le moment de la mort de son frère n'est pas particulièrement avantageux. Si la mort était intervenue dans les quatre années précédentes, Henri aurait eu tout le temps de consolider son pouvoir et son administration en Angleterre, puis d'annexer la Normandie. Au lieu de ça, il doit faire face immédiatement à une opposition des barons dans son royaume, et à une invasion de Courteheuse qui est de retour de la croisade.
Guillaume le Roux n'est pas le premier à mourir dans la New Forest. Déjà vers 1070, son frère aîné Richard était mort dans cette forêt, et au mois de mai précédent, son neveu Richard, bâtard de Courteheuse, y avait connu une mort étrangement similaire.
Gautier se réfugie dans une de ses forteresses en France, craignant des représailles. Il niera toujours vigoureusement avoir volontairement tué le roi, et il le répétera plusieurs fois sous serment à l'abbé Suger de Saint-Denis, principal ministre de Louis VI de France. Suger rapporte que Tirel a souvent juré sous serment qu'au moment de la mort du roi, il n'était pas dans le même secteur de la forêt que le roi,. Comme l'abbé le fait remarquer, Tirel était en sécurité en France quand il fit ces serments, à l'abri de toutes représailles et de tout espoir, et il n'avait aucun mobile pour assassiner le roi,.
Gautier Tirel ne subit aucun châtiment et ne tire aucun bénéfice de cet accident. Il n'y a pas d'enquête menée, car il est évident pour tous ses contemporains qu'il s'agit d'un accident et non d'un acte délibéré. C'est pourquoi sa petite possession anglaise n'est pas saisie.
Guillaume le Roux était un souverain avec une réputation d'anticlérical, et sa mort fut interprétée par les chroniqueurs du Moyen Âge comme un châtiment divin venant punir un roi méchant et vicieux. Mais tuer un roi, même accidentellement, est une chose très difficile à porter.
Gautier Tirel est le fondateur de l'abbaye Saint-Pierre de Sélincourt et du prieuré Saint-Denis de Poix. Il meurt probablement avant 1130, quand sa femme est enregistrée comme possédant Langham. Ses terres à Poix et en Angleterre passent à son fils et héritier Hugues. Celui-ci vend Langham à Henri de Cornhill pour partir à la seconde croisade en 1147. Orderic Vital mentionne que Gautier Tirel fait le pèlerinage de Jérusalem et y meurt bien plus tard.